# Grenadier-Regiment „König Friedrich Wilhelm IV.“ (1. Pommersches) Nr. 2
Das Grenadier-Regiment „König Friedrich Wilhelm IV.“ (1. Pommersches) Nr. 2 war ein Infanterieverband der Preußischen Armee, der bereits 1679 aufgestellt wurde.

## Geschichte
Am 20. Februar 1679 erteilte der Große Kurfürst dem Oberst von Ziethen die Kapitulation zur Bildung eines Regimentes zu Fuß mit acht Kompanien.
Von 1690 bis 1697 stand das Regiment im holländischen Sold. Der Verband führte von 1808 bis 1815 die Bezeichnung 1. Pommersches Infanterie-Regiment und hieß dann bis 1835 2. Infanterie-Regiment (1. Pommersches) „Kronprinz von Preußen“. Anschließend führte es für fünf Jahre den Namen 2. Infanterie-Regiment und dann bis 1860 2. Infanterie-Regiment gen. Königs-Regiment. Von 1861 bis zur Auflösung 1919 wurde es als Grenadier-Regiment „König Friedrich Wilhelm IV.“ (1. Pommersches) Nr. 2 bezeichnet.
Seit 1895 war es der 5. Infanterie-Brigade innerhalb der 3. Division in Stettin unterstellt.

### Koalitionskriege
- Belagerung Kolbergs 1807
- Russlandfeldzug 1812
- Schlacht bei Großgörschen
- Schlacht bei Bautzen
- Schlacht bei Großbeeren
- Schlacht bei Dennewitz
- Völkerschlacht bei Leipzig
- Belagerung von Soissons
- Schlacht bei Ligny
- Schlacht bei Waterloo

### Deutscher Krieg
- Schlacht bei Königgrätz

### Deutsch-Französischer Krieg
- Schlacht bei Gravelotte
- Belagerung von Metz
- Belagerung von Paris

### Erster Weltkrieg
Mit Beginn des Ersten Weltkriegs machte der Verband am 2. August 1914 mobil. Im Verbund mit der 5. Infanterie-Brigade rückte das Regiment in das neutrale Belgien ein und beteiligte sich an den Schlachten an der Gete und bei Mons. Daran schlossen sich weitere Kämpfe an der Westfront an. Ende Dezember 1914 verlegte das Regiment an die Ostfront, wo es in wechselnden Unterstellung bis Kriegsende im Einsatz war. Zuletzt war es seit 22. August 1918 der 5. Reserve-Infanterie-Brigade der 3. Reserve-Division unterstellt.

### Verbleib
Nach dem Waffenstillstand von Compiègne marschierten die Reste des Regiments in die Heimat und wurden ab 6. Dezember 1918 in Stettin demobilisiert und am 30. September 1919 schließlich aufgelöst. Aus Teilen bildeten sich Freiformationen, die als I. und IV. Bataillon im Reichswehr-Infanterie-Regiment 3 aufgingen.
Die Tradition übernahm in der Reichswehr durch Erlass des Chefs der Heeresleitung General der Infanterie Hans von Seeckt vom 24. August 1921 die 1. und 2. Kompanie des 5. (Preußisches) Infanterie-Regiments in Stettin. In der Wehrmacht führte das Infanterieregiment 5 die Tradition fort.

## Regimentschef
| Dienstgrad | Name                          | Datum                                |
| ---------- | ----------------------------- | ------------------------------------ |
|            | Friedrich Wilhelm von Preußen | 03. Dezember 1815 bis 2. Januar 1861 |
|            | Wilhelm II.                   | 19. Juni 1888 bis 28. November 1918  |

## Kommandeure
| Dienstgrad                  | Name                                    | Datum                                                           |
| --------------------------- | --------------------------------------- | --------------------------------------------------------------- |
| Oberstleutnant              | Bernhard de Huet                        | 20. Februar 1679 bis 5. September 1688                          |
| Oberst/Generalmajor         | Magnus Friedrich von Horn               | 08. Dezember 1688 bis 1705                                      |
| Oberst/Generalmajor         | Johann Franz von Crone                  | 1705 bis 1716                                                   |
| Oberstleutnant/Oberst       | Arend Kaspar von dem Borne              | 1716 bis 29. April 1727                                         |
| Oberst                      | Johann Otto von Tresckow                | September 1737 bis 13. Juni 1747                                |
| Oberst                      | Samuel Adolph von Kalckreuth            | 14. Juni 1747 bis 19. Januar 1757                               |
| Oberst                      | Leopold von Zastrow                     | Februar 1757 bis September 1758                                 |
| Oberstleutnant/Oberst       | Georg Bernhard Petrus von Mellin        | Oktober 1758 bis 1759                                           |
| Oberst/Generalmajor         | Johann Christoph von Billerbeck         | 1759 bis 24. Mai 1764                                           |
| Oberst                      | Karl Franz von Sobeck                   | 25. Mai 1764 bis 22. November 1768                              |
| Oberstleutnant/Oberst       | Detlef von Vietinghoff                  | 25. November 1768 bis 19. Mai 1772                              |
| Oberst                      | Johann Georg von Anhalt-Dessau          | 01. Juni 1772 bis 22. September 1779                            |
| Oberst                      | Otto Wilhelm Christian von Schack       | 05. Oktober 1779 bis 6. Januar 1781                             |
| Major/Oberstleutnant/Oberst | Georg Wilhelm von Güntersberg           | 16. Januar 1781 bis 19. Juni 1785                               |
| Major/Oberstleutnant/Oberst | Alexander Wilhelm von Arnim             | 23. Juni 1785 bis 29. Dezember 1794                             |
| Oberstleutnant/Oberst       | Georg Wilhelm von Winterfeld            | 03. Mai 1795 bis 4. Januar 1797                                 |
| Major                       | Georg Friedrich von Tilly               | 04. Januar 1797 bis 23. April 1799                              |
| Major/Oberstleutnant/Oberst | Dietrich Levin von Wulffen              | 28. April 1799 bis 3. Januar 1808                               |
| Oberstleutnant/Oberst       | Ludwig Wilhelm August von Ebra          | 26. Januar 1808 bis 1. Oktober 1811                             |
| Major                       | Karl von Schon                          | 01. Oktober 1811 bis 1. März 1812 (mit der Führung beauftragt)  |
| Major/Oberstleutnant/Oberst | Karl Friedrich Franciscus von Steinmetz | 18. März 1812 bis 7. Dezember 1813                              |
| Major/Oberstleutnant/Oberst | Friedrich Philipp von Cardell           | 10. April 1815 bis 29. März 1828                                |
| Oberst                      | Fabian von Lukowitz                     | 30. März 1828 bis 29. März 1829 (mit der Führung beauftragt)    |
| Oberst                      | Fabian von Lukowitz                     | 30. März 1829 bis 29. März 1835                                 |
| Oberst                      | Heinrich von Steinaecker                | 30. März 1835 bis 29. März 1838                                 |
| Oberst                      | Karl von Hertzberg                      | 30. März 1838 bis 17. Mai 1844                                  |
| Oberst                      | Friedrich Wilhelm Milson                | 18. Mai 1844 bis 21. November 1845                              |
| Oberst                      | Hermann von der Schulenburg             | 31. März bis 4. Oktober 1846 (mit der Führung beauftragt)       |
| Oberst                      | Hermann von der Schulenburg             | 05. Oktober 1846 bis 3. Dezember 1849                           |
| Oberstleutnant/Oberst       | Wilhelm von Schon                       | 04. Dezember 1849 bis 17. Januar 1855                           |
| Oberstleutnant              | Wilhelm Hiller von Gaertringen          | 18. Januar 1855 bis 4. August 1856                              |
| Oberstleutnant/Oberst       | Maximilian von Schlegel                 | 05. August 1856 bis 11. November 1857                           |
| Oberstleutnant              | Julius von Loewenfeld                   | 12. November 1857 bis 21. Mai 1858 (mit der Führung beauftragt) |
| Oberstleutnant              | Ferdinand Albert von Diezielsky         | 22. Mai bis 11. November 1858 (mit der Führung beauftragt)      |
| Oberst                      | Ferdinand Albert von Diezielsky         | 12. November 1858 bis 8. März 1859                              |
| Oberstleutnant/Oberst       | Friedrich von Knorr                     | 12. März bis 13. Juni 1859 (mit der Führung beauftragt)         |
| Oberst                      | Friedrich von Knorr                     | 14. Juni 1859 bis 7. Mai 1860                                   |
| Oberstleutnant              | Julius von Groß                         | 08. Mai bis 30. Juni 1860 (mit der Führung beauftragt)          |
| Oberstleutnant/Oberst       | Julius von Groß                         | 01. Juli 1860 bis 17. April 1865                                |
| Oberst                      | Ernst von Reichenbach                   | 18. April 1865 bis 10. April 1868                               |
| Oberst                      | Helmuth von Ziemietzky                  | 11. April 1868 bis 1. November 1871                             |
| Oberstleutnant/Oberst       | Wilhelm Albert von Ploetz               | 04. November 1871 bis 28. Juni 1877                             |
| Oberst                      | Waldemar von Roon                       | 29. Juni 1877 bis 13. Mai 1881                                  |
| Oberstleutnant/Oberst       | Leonhard von Koeller                    | 14. Mai 1881 bis 2. August 1886                                 |
| Oberst                      | Otto von Lundblad                       | 03. August 1886 bis 26. Januar 1890                             |
| Oberst                      | Egbert von Frankenberg und Proschlitz   | 27. Januar 1890 bis 17. Juni 1892                               |
| Oberstleutnant              | Conrad von Hugo                         | 18. Juni 1892 bis 26. Januar 1893 (mit der Führung beauftragt)  |
| Oberst                      | Conrad von Hugo                         | 27. Januar 1893 bis 15. Juni 1896                               |
| Oberst                      | Emil von Lessel                         | 16. Juni 1896 bis 21. März 1897                                 |
| Oberst                      | Hermann von Wedel                       | 22. März 1897 bis 19. November 1900                             |
| Oberst                      | Wilhelm von Puttkamer                   | 20. November 1900 bis 3. Februar 1904                           |
| Oberst                      | Otto von Schlippenbach                  | 04. Februar 1904 bis 21. April 1905                             |
| Oberst                      | Otto Bock von Wülfingen                 | 22. April 1905 bis 16. September 1909                           |
| Oberst                      | Gustaf von Dickhuth-Harrach             | 17. September 1909 bis 19. März 1911                            |
| Oberst                      | Emmo von Dewitz                         | 20. März 1911 bis 16. Februar 1914                              |
| Oberst                      | Ernst von Eisenhart-Rothe               | 17. Februar bis 30. November 1914                               |
| Major                       | Otto von Rantzau                        | 01. Dezember 1914 bis 17. März 1915                             |
| Oberstleutnant              | Döring von Gottberg                     | 22. März 1915 bis 4. Januar 1917                                |
| Oberst                      | Werner von Frankenberg und Proschlitz   | 05. Januar bis 29. April 1917                                   |
| Oberstleutnant              | Ulrich von Brockdorff                   | 30. April 1917 bis 19. August 1918                              |
| Oberstleutnant              | Coelestin von Zitzewitz                 | 20. August bis 16. Dezember 1918                                |
| Oberstleutnant              | Werner Rudolf Madlung                   | 17. Dezember 1918 bis 17. Februar 1919                          |
| Oberstleutnant              | Richard d’Alton-Rauch                   | 18. Februar bis 26. Juni 1919                                   |